# Jefatura de los Sistemas de Información, Telecomunicaciones y Asistencia Técnica

Escudo de la JCISAT.

La Jefatura de los Sistemas de Información, Telecomunicaciones y Asistencia Técnica (JCISAT) es el órgano del Ejército de Tierra de España responsable de la gestión de los sistemas de información y telecomunicaciones, cartografía, publicaciones, sociología, estadística, investigación operativa e información.
Entre sus funciones destacan la seguridad de la información en los sistemas de información y telecomunicaciones del Ejército de Tierra, la guerra electrónica no desplegable y la ciberdefensa. Orgánicamente, depende directamente del Jefe de Estado Mayor del Ejército de Tierra, al que asesora en dichas materias. Funcionalmente, está subordinada a los órganos directivos del Ministerio de Defensa y, en lo relativo a los sistemas de información y telecomunicaciones, también al  Estado Mayor de la Defensa y a la Secretaría de Estado de Defensa. Al frente de la JCISAT se encuentra un general de división. Tiene su sede en el Cuartel General del Ejército de Tierra (el Palacio de Buenavista, en Madrid).

## Estructura
- Secretaría Técnica
- Sección de Asuntos Económicos
- Subdirección de Asistencia Técnica
  - Secretaría
  - Sección de Técnicas de Apoyo a la Decisión
  - Sección de Publicaciones
- Subdirección de Operaciones de Red
  - Secretaría
  - Centro de Operaciones Específico del Ejército de Tierra
  - Sección de Operaciones de Red
  - Sección de Ciberdefensa
  - Sección de Apoyo e Infraestructura
- Área de Tecnologías de la Información y Telecomunicaciones
  - Secretaría
  - Sección de Aplicaciones y Simulación
  - Sección de Arquitectura e Interoperabilidad

La Secretaría Técnica es una unidad independiente del Ejército de Tierra que presta apoyo al mando para fundamentar sus decisiones. También auxilia al general jefe en el mando y régimen interior de la JCISAT.
La Subdirección de Asistencia Técnica armoniza, inspecciona y ejecuta todo lo relacionado con las estadísticas del Ejército de Tierra, investigación militar operativa, sociología, publicaciones y cartografía. 
La Subdirección de Operaciones de Red coordina, controla y verifica las decisiones relacionadas con las redes permanentes de los sistemas de información y telecomunicaciones así como con la seguridad de la información en estos sistemas. También se encuentra al frente de la ciberdefensa y del análisis técnico de señales electromagnéticas.
El Área de Tecnologías de la Información y Telecomunicaciones es el órgano responsable de la arquitectura, configuración e interoperabilidad de los sistemas de información y telecomunicaciones. También es responsable de análisis orgánicos, funcionales y de sistemas, del desarrollo de las aplicaciones y de los sistemas que las soportan, incluidos los relacionados con la simulación, así como de la actualización constante del software en uso.
Orgánicamente dependen de la Jefatura de los Sistemas de Información, Telecomunicaciones y Asistencia Técnica, del Regimiento de Transmisiones n.º 22, del Regimiento de Guerra Electrónica n.º 32 y del Centro Geográfico del Ejército. Los dos regimientos mencionados, además, se encuentran encuadrados en la Fuerza del Ejército de Tierra.